# Paolo Montero
Paolo Rónald Montero Iglesias (Montevideo, 3 settembre 1971) è un allenatore di calcio ed ex calciatore uruguaiano, di ruolo difensore.
Ha iniziato e terminato la sua carriera agonistica in patria, nelle file del Peñarol, ma gran parte di essa si è svolta in Italia, con le maglie dell'Atalanta prima e della Juventus poi: con quest'ultima ha vinto quattro campionati italiani, tre Supercoppe italiane, una Supercoppa UEFA e una Coppa Intercontinentale; con i bianconeri ha inoltre giocato tre finali di UEFA Champions League.

## Biografia
È nato in una famiglia benestante, seguendo le orme paterne: il padre Julio Montero Castillo era stato a sua volta un calciatore, sempre nel ruolo di difensore e due volte campione del mondo di club.
Anche il figlio Alfonso (2007) ha intrapreso una carriera da calciatore: ha giocato nei settori giovanili di Defensor Sporting e Juventus, oltre a rappresentare le nazionali giovanili uruguaiane.

## Caratteristiche tecniche

### Giocatore
(Paolo Montero, 2000)

Montero (a sinistra) in azione in maglia juventina nel campionato di Serie A 1996-1997, in marcatura sull'attaccante fiorentino Batistuta.

Difensore elegante nello stile e tecnicamente dotato, era in grado di dirigere la retroguardia con personalità e lucidità. Solitamente schierato come stopper o libero, all'occorrenza ha ricoperto – seppur molto controvoglia, arrivando a litigare coi suoi allenatori per la cosa – anche il ruolo di terzino sinistro.
Dal carattere deciso, non lesinava le maniere forti, anche eccedendo il regolamento: nel corso della sua carriera in Serie A ha ricevuto 16 cartellini rossi, cifra che lo rende il primatista assoluto in questa particolare graduatoria.

## Carriera

### Giocatore

#### Club

##### Peñarol e Atalanta
Inizia a giocare nel Peñarol, dove approda all'età di 17 anni, sotto la guida di César Luis Menotti il quale paragona immediatamente il giovane difensore all'allora più noto Daniel Passarella. Rimane a Montevideo fino al 1992, quando viene notato dall'Atalanta che lo acquista e lo porta in Italia.

Montero in azione all'Atalanta nella stagione 1995-1996

Debutta in Serie A il successivo 6 settembre, nel successo interno 2-1 sul Parma, e alla sua prima stagione emerge tra i protagonisti degli orobici di Marcello Lippi, che chiudono il campionato a un lusinghiero settimo posto in classifica; rimane a Bergamo anche dopo la retrocessione in Serie B del 1994, e anzi diventa un «pilastro della difesa» dei lombardi, che riconquistano immediatamente la massima categoria. Lascia l'Atalanta nel 1996, dopo un quadriennio fatto di 114 partite e 4 gol nei campionati.

##### Juventus
Nella stessa estate passa alla Juventus campione d'Europa in carica, voluto proprio da Lippi nel frattempo sedutosi sulla panchina bianconera; inizialmente il difensore pare destinato all'Inter, tuttavia il desiderio dello stesso Montero di tornare a lavorare con il tecnico viareggino fa sì che la trattativa con il club nerazzurro s'interrompa in dirittura d'arrivo, dirottando l'uruguaiano verso Torino. Fino al 2005 è un perno insostituibile della difesa juventina, facendo coppia al centro della retroguardia bianconera con Ciro Ferrara, e vincendo nel corso degli anni la concorrenza interna sia di Mark Iuliano sia di Igor Tudor. in Piemonte conquista una Coppa Intercontinentale (1996), una Supercoppa UEFA (1996), tre Supercoppe di Lega (1997, 2002 e 2003) e quattro campionati italiani (1996-1997, 1997-1998, 2001-2002 e 2002-2003), oltre a quello 2004-2005 revocato successivamente.

Montero (in piedi, primo da destra) alla Juventus nella stagione 1999-2000

In maglia bianconera più che altrove, Montero fa valere le sue maniere forti. Al termine della partita Vicenza-Juventus (2-1) del 13 ottobre 1996, durante un diverbio tra Angelo Di Livio e il fotografo ufficiale della squadra berica, colpisce quest'ultimo; nei giorni seguenti il giocatore dichiara pubblicamente di non sentirsi pentito del gesto – «ho visto un compagno in difficoltà e sono intervenuto: mi è sembrato normale farlo» –, mentre il fotografo denuncia il difensore e avvia una causa civile. Il 9 marzo 2000, durante il retour match degli ottavi di Coppa UEFA tra Celta Vigo e Juventus (4-0), Montero colpisce al volto con una gomitata Valerij Karpin: espulso, esce dal campo schernendo platealmente il pubblico galiziano. Il 3 dicembre 2000, durante la classica Inter-Juventus (2-2) sferra un pugno al volto di Luigi Di Biagio: tramite l'applicazione della prova televisiva, il gesto gli costa tre turni di squalifica.
Affermatosi come uno dei migliori difensori nella storia del club, sveste la maglia bianconera dopo 9 stagioni, 277 presenze e 6 reti totali, comprensive di 186 gare e 1 gol (il 29 novembre 2003 in un derby d'Italia casalingo perso 1-3) in Serie A.

##### San Lorenzo e ritorno al Peñarol
Conclude la carriera in Sudamerica, giocando nella stagione 2005-2006 con la squadra argentina del San Lorenzo, e nella successiva ritornando al Peñarol, disputando l'ultima sua gara il 17 maggio 2007 a Montevideo contro il Danubio.

#### Nazionale
Debutta con la nazionale uruguaiana il 5 maggio 1991, in un'amichevole persa 1-0 contro gli Stati Uniti. Con la Celeste disputa negli anni seguenti la Confederations Cup 1997, il campionato del mondo 2002 e la Copa América 2004; in quest'ultima competizione va in gol in occasione della gara inaugurale col Messico, pareggiata per 2-2.
A seguito della mancata qualificazione uruguaiana al campionato del mondo 2006, dopo la sconfitta nel play-off intercontinentale contro l'Australia, lascia la nazionale con un bottino di 61 partite e 5 gol.

### Allenatore

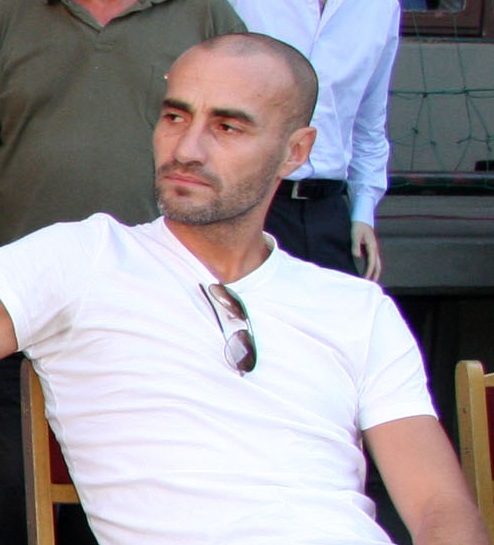
Montero nel 2010

#### Gli inizi al Peñarol
Una volta appesi gli scarpini al chiodo, dopo aver brevemente svolto la professione di procuratore sportivo in Uruguay, nel novembre 2014 viene chiamato a sostituire il dimissionario Jorge Fossati, all'indomani della sconfitta contro il Nacional, sulla panchina del Peñarol, mantenendo l'incarico fino all'ingaggio di Pablo Bengoechea il 23 dicembre dello stesso anno.

#### Boca Unidos e Rosario Central
Nel marzo 2016 viene ingaggiato dal Boca Unidos, club militante nella Primera B Nacional, la seconda divisione argentina. Nella seconda parte del 2016 allena il Colón (SF), che lascia a fine dicembre per diventare, il 3 gennaio 2017, il tecnico del Rosario Central al posto del dimissionario Eduardo Coudet.
Il 27 settembre 2018 ottiene a Coverciano la qualifica UEFA A, che lo abilita in Europa all'allenamento di tutte le formazioni giovanili e delle prime squadre fino alla Serie C, e alla posizione di allenatore in seconda in Serie B e Serie A.

#### Sambenedettese e San Lorenzo
Il 6 giugno 2019 viene chiamato alla guida della Sambenedettese, in Serie C. Nel campionato seguente conduce i rossoblù ai play-off, dov'è eliminato al primo turno dal Padova (0-0) solo per via del peggiore piazzamento conseguito nella stagione regolare. Nel settembre 2020, frattanto, ottiene l'abilitazione come allenatore di Prima Categoria - UEFA Pro.
Confermato sulla panchina marchigiana per la stagione seguente, un avvio di campionato altalenante lo porta a essere sollevato dall'incarico il 27 ottobre 2020; viene richiamato sulla panchina adriatica l'11 febbraio 2021, subentrando al dimissionario Mauro Zironelli. Riesce nuovamente a portare i rossoblù, peraltro afflitti da un grave dissesto societario, ai play-off: il percorso termina però già al primo turno a seguito della sconfitta esterna per 3-1 contro il Matelica.
Dopo la fine dell'esperienza nelle Marche, il 17 giugno 2021 Montero torna in Argentina per andare a sedersi sulla panchina del San Lorenzo. L'incarico nel club bonaerense dura fino al successivo 21 ottobre, quando, dopo una serie di risultati deludenti, viene esonerato.

#### Juventus
Il 28 giugno 2022 l'ex difensore torna dopo diciassette anni alla Juventus, chiamato ad allenare la squadra under 19 bianconera. Nella stagione 2022-2023 raggiunge la fase finale del Campionato Primavera 1, dove i bianconeri vengono eliminati al primo turno dal Sassuolo, nonostante l'1-1 finale, pagando il peggiore piazzamento in stagione regolare; mentre in UEFA Youth League supera la fase a gironi prima di fermarsi al turno di play-off, causa la sconfitta ai tiri di rigore contro il Genk. Nell'annata seguente, con la squadra impegnata solo in campo nazionale, non riesce a centrare la fase finale del Campionato Primavera 1 ottenendo solo l'obiettivo minimo del mantenimento della categoria.
Il 19 maggio 2024 viene promosso ad interim alla guida della prima squadra juventina, per le ultime due giornate di campionato, in sostituzione dell'esonerato Massimiliano Allegri. Debutta sulla panchina della prima squadra e contestualmente in Serie A il giorno seguente, nel pareggio per 3-3 sul campo del Bologna; quindi il 25 maggio ottiene una vittoria interna per 2-0 sul Monza, traghettando la Juventus al terzo posto e lasciando la panchina per la stagione seguente al già designato Thiago Motta.
Tornato a disposizione del club, il 4 luglio 2024 assume la guida della Juventus Next Gen, la seconda squadra bianconera militante nel campionato di Serie C, prendendo il posto di Massimo Brambilla. Debutta il successivo 11 agosto, nella sconfitta esterna 2-1 contro la Giana Erminio valevole per la Coppa Italia Serie C. Dopo un avvio di stagione difficoltoso e con la squadra all'ultimo posto in classifica, il 12 novembre dello stesso anno viene esonerato dalla società torinese.

## Statistiche

### Presenze e reti nei club
| Stagione        | Squadra         | Campionato      | Campionato | Campionato | Coppa nazionali | Coppa nazionali | Coppa nazionali | Coppe continentali | Coppe continentali | Coppe continentali | Altre coppe | Altre coppe | Altre coppe | Totale | Totale |
| Stagione        | Squadra         | Comp            | Pres       | Reti       | Comp            | Pres            | Reti            | Comp               | Pres               | Reti               | Comp        | Pres        | Reti        | Pres   | Reti   |
| --------------- | --------------- | --------------- | ---------- | ---------- | --------------- | --------------- | --------------- | ------------------ | ------------------ | ------------------ | ----------- | ----------- | ----------- | ------ | ------ |
| 1992-1993       | Atalanta        | A               | 27         | 2          | CI              | 2               | 0               | -                  | -                  | -                  | -           | -           | -           | 29     | 2      |
| 1993-1994       | Atalanta        | A               | 30         | 0          | CI              | 3               | 0               | -                  | -                  | -                  | -           | -           | -           | 33     | 0      |
| 1994-1995       | Atalanta        | B               | 34         | 2          | CI              | 3               | 0               | -                  | -                  | -                  | -           | -           | -           | 37     | 2      |
| 1995-1996       | Atalanta        | A               | 23         | 0          | CI              | 6               | 0               | -                  | -                  | -                  | -           | -           | -           | 29     | 0      |
| Totale Atalanta | Totale Atalanta | Totale Atalanta | 114        | 4          |                 | 14              | 0               |                    | -                  | -                  |             | -           | -           | 128    | 4      |
| 1996-1997       | Juventus        | A               | 26         | 0          | CI              | 3               | 1               | UCL                | 11                 | 1                  | SU+CInt     | 1+1         | 0           | 42     | 2      |
| 1997-1998       | Juventus        | A               | 26         | 0          | CI              | 5               | 0               | UCL                | 7                  | 0                  | SI          | 1           | 0           | 39     | 0      |
| 1998-1999       | Juventus        | A               | 22+1       | 0          | CI              | 2               | 0               | UCL                | 9                  | 0                  | SI          | 0           | 0           | 34     | 0      |
| 1999-2000       | Juventus        | A               | 28         | 0          | CI              | 2               | 0               | Int+CU             | 3+7                | 0                  | -           | -           | -           | 40     | 0      |
| 2000-2001       | Juventus        | A               | 23         | 0          | CI              | 0               | 0               | UCL                | 0                  | 0                  | -           | -           | -           | 23     | 0      |
| 2001-2002       | Juventus        | A               | 16         | 0          | CI              | 4               | 0               | UCL                | 7                  | 1                  | -           | -           | -           | 27     | 1      |
| 2002-2003       | Juventus        | A               | 21         | 0          | CI              | 0               | 0               | UCL                | 13                 | 2                  | SI          | 1           | 0           | 35     | 2      |
| 2003-2004       | Juventus        | A               | 19         | 1          | CI              | 1               | 0               | UCL                | 6                  | 0                  | SI          | 0           | 0           | 26     | 1      |
| 2004-2005       | Juventus        | A               | 5          | 0          | CI              | 1               | 0               | UCL                | 6                  | 0                  | -           | -           | -           | 12     | 0      |
| Totale Juventus | Totale Juventus | Totale Juventus | 186+1      | 1          |                 | 18              | 1               |                    | 69                 | 4                  |             | 4           | 0           | 278    | 6      |
| 2005-2006       | San Lorenzo     | PD              | 14         | 1          | -               | -               | -               | -                  | -                  | -                  | -           | -           | -           | 14     | 1      |
| 2006-2007       | Peñarol         | PD              | 21+1       | 1          | -               | -               | -               | -                  | -                  | -                  | -           | -           | -           | 22     | 1      |
| Totale carriera | Totale carriera | Totale carriera | 335+2      | 7          |                 | 32              | 1               |                    | 69                 | 4                  |             | 4           | 0           | 442    | 12     |

### Cronologia presenze e reti in nazionale
| Cronologia completa delle presenze e delle reti in nazionale ― Uruguay | Cronologia completa delle presenze e delle reti in nazionale ― Uruguay | Cronologia completa delle presenze e delle reti in nazionale ― Uruguay | Cronologia completa delle presenze e delle reti in nazionale ― Uruguay | Cronologia completa delle presenze e delle reti in nazionale ― Uruguay | Cronologia completa delle presenze e delle reti in nazionale ― Uruguay | Cronologia completa delle presenze e delle reti in nazionale ― Uruguay | Cronologia completa delle presenze e delle reti in nazionale ― Uruguay |
| Data                                                                   | Città                                                                  | In casa                                                                | Risultato                                                              | Ospiti                                                                 | Competizione                                                           | Reti                                                                   | Note                                                                   |
| ---------------------------------------------------------------------- | ---------------------------------------------------------------------- | ---------------------------------------------------------------------- | ---------------------------------------------------------------------- | ---------------------------------------------------------------------- | ---------------------------------------------------------------------- | ---------------------------------------------------------------------- | ---------------------------------------------------------------------- |
| 5-5-1991                                                               | Denver                                                                 | Stati Uniti                                                            | 1 – 0                                                                  | Uruguay                                                                | Amichevole                                                             | -                                                                      | 79’                                                                    |
| 7-5-1991                                                               | Los Angeles                                                            | Messico                                                                | 0 – 2                                                                  | Uruguay                                                                | Amichevole                                                             | -                                                                      |                                                                        |
| 14-5-1991                                                              | San José                                                               | Costa Rica                                                             | 0 – 1                                                                  | Uruguay                                                                | Amichevole                                                             | -                                                                      | 68’                                                                    |
| 30-5-1991                                                              | Santiago del Cile                                                      | Cile                                                                   | 2 – 1                                                                  | Uruguay                                                                | Amichevole                                                             | -                                                                      | 46’                                                                    |
| 13-10-1993                                                             | Karlsruhe                                                              | Germania                                                               | 5 – 0                                                                  | Uruguay                                                                | Amichevole                                                             | -                                                                      |                                                                        |
| 18-1-1995                                                              | La Coruña                                                              | Spagna                                                                 | 2 – 2                                                                  | Uruguay                                                                | Amichevole                                                             | -                                                                      |                                                                        |
| 29-3-1995                                                              | Londra                                                                 | Inghilterra                                                            | 0 – 0                                                                  | Uruguay                                                                | Amichevole                                                             | -                                                                      | Ammonizione                                                            |
| 31-3-1995                                                              | Belgrado                                                               | Jugoslavia                                                             | 1 – 0                                                                  | Uruguay                                                                | Amichevole                                                             | -                                                                      |                                                                        |
| 11-10-1995                                                             | Salvador                                                               | Brasile                                                                | 2 – 0                                                                  | Uruguay                                                                | Amichevole                                                             | -                                                                      | 46’                                                                    |
| 24-4-1996                                                              | Caracas                                                                | Venezuela                                                              | 0 – 2                                                                  | Uruguay                                                                | Qual. Mondiali 1998                                                    | -                                                                      | 18’                                                                    |
| 2-6-1996                                                               | Montevideo                                                             | Uruguay                                                                | 0 – 2                                                                  | Paraguay                                                               | Qual. Mondiali 1998                                                    | -                                                                      | 28’                                                                    |
| 8-10-1996                                                              | Montevideo                                                             | Uruguay                                                                | 1 – 0                                                                  | Bolivia                                                                | Qual. Mondiali 1998                                                    | -                                                                      |                                                                        |
| 12-11-1996                                                             | Santiago del Cile                                                      | Cile                                                                   | 1 – 0                                                                  | Uruguay                                                                | Qual. Mondiali 1998                                                    | -                                                                      |                                                                        |
| 15-12-1996                                                             | Montevideo                                                             | Uruguay                                                                | 2 – 0                                                                  | Perù                                                                   | Qual. Mondiali 1998                                                    | 1                                                                      | 34’                                                                    |
| 12-1-1997                                                              | Montevideo                                                             | Uruguay                                                                | 0 – 0                                                                  | Argentina                                                              | Qual. Mondiali 1998                                                    | -                                                                      |                                                                        |
| 12-2-1997                                                              | Quito                                                                  | Ecuador                                                                | 4 – 0                                                                  | Uruguay                                                                | Qual. Mondiali 1998                                                    | -                                                                      |                                                                        |
| 2-4-1997                                                               | Montevideo                                                             | Uruguay                                                                | 3 – 1                                                                  | Venezuela                                                              | Qual. Mondiali 1998                                                    | 1                                                                      | 76’                                                                    |
| 8-6-1997                                                               | Montevideo                                                             | Uruguay                                                                | 1 – 1                                                                  | Colombia                                                               | Qual. Mondiali 1998                                                    | -                                                                      |                                                                        |
| 20-8-1997                                                              | Montevideo                                                             | Uruguay                                                                | 1 – 0                                                                  | Cile                                                                   | Qual. Mondiali 1998                                                    | -                                                                      | 78’                                                                    |
| 12-10-1997                                                             | Buenos Aires                                                           | Argentina                                                              | 0 – 0                                                                  | Uruguay                                                                | Qual. Mondiali 1998                                                    | -                                                                      |                                                                        |
| 13-12-1997                                                             | Riyad                                                                  | Emirati Arabi Uniti                                                    | 0 – 2                                                                  | Uruguay                                                                | Conf. Cup 1997 - 1º turno                                              | -                                                                      | cap.                                                                   |
| 15-12-1997                                                             | Riyad                                                                  | Rep. Ceca                                                              | 1 – 2                                                                  | Uruguay                                                                | Conf. Cup 1997 - 1º turno                                              | -                                                                      | cap. 22’                                                               |
| 19-12-1997                                                             | Riyad                                                                  | Australia                                                              | 1 – 0 gg                                                               | Uruguay                                                                | Conf. Cup 1997 - Semifinale                                            | -                                                                      | cap.                                                                   |
| 21-12-1997                                                             | Riyad                                                                  | Rep. Ceca                                                              | 1 – 0                                                                  | Uruguay                                                                | Conf. Cup 1997 - Finale 3º posto                                       | -                                                                      | cap.                                                                   |
| 24-5-1998                                                              | Santiago del Cile                                                      | Cile                                                                   | 2 – 2                                                                  | Uruguay                                                                | Amichevole                                                             | -                                                                      | cap.                                                                   |
| 18-8-1999                                                              | Montevideo                                                             | Uruguay                                                                | 5 – 4                                                                  | Costa Rica                                                             | Amichevole                                                             | -                                                                      | cap.                                                                   |
| 8-9-1999                                                               | Montevideo                                                             | Uruguay                                                                | 2 – 0                                                                  | Venezuela                                                              | Amichevole                                                             | -                                                                      | cap.                                                                   |
| 12-10-1999                                                             | Montevideo                                                             | Uruguay                                                                | 0 – 0                                                                  | Ecuador                                                                | Amichevole                                                             | -                                                                      | cap.                                                                   |
| 17-11-1999                                                             | Maldonado                                                              | Uruguay                                                                | 0 – 1                                                                  | Paraguay                                                               | Amichevole                                                             | -                                                                      | cap.                                                                   |
| 17-2-2000                                                              | Maldonado                                                              | Uruguay                                                                | 2 – 0                                                                  | Ungheria                                                               | Amichevole                                                             | -                                                                      | cap.                                                                   |
| 29-3-2000                                                              | Montevideo                                                             | Uruguay                                                                | 1 – 0                                                                  | Bolivia                                                                | Qual. Mondiali 2002                                                    | -                                                                      | cap.                                                                   |
| 3-6-2000                                                               | Montevideo                                                             | Uruguay                                                                | 2 – 1                                                                  | Cile                                                                   | Qual. Mondiali 2002                                                    | 1                                                                      | cap.                                                                   |
| 28-6-2000                                                              | Rio de Janeiro                                                         | Brasile                                                                | 1 – 1                                                                  | Uruguay                                                                | Qual. Mondiali 2002                                                    | -                                                                      | cap. 76’                                                               |
| 18-7-2000                                                              | Montevideo                                                             | Uruguay                                                                | 3 – 1                                                                  | Venezuela                                                              | Qual. Mondiali 2002                                                    | -                                                                      | cap. 83’                                                               |
| 25-7-2000                                                              | Montevideo                                                             | Uruguay                                                                | 0 – 0                                                                  | Perù                                                                   | Qual. Mondiali 2002                                                    | -                                                                      | cap.                                                                   |
| 28-2-2001                                                              | Capodistria                                                            | Slovenia                                                               | 0 – 2                                                                  | Uruguay                                                                | Amichevole                                                             | -                                                                      | cap.                                                                   |
| 28-3-2001                                                              | Montevideo                                                             | Uruguay                                                                | 0 – 1                                                                  | Paraguay                                                               | Qual. Mondiali 2002                                                    | -                                                                      | cap. 69’                                                               |
| 1-7-2001                                                               | Montevideo                                                             | Uruguay                                                                | 1 – 0                                                                  | Brasile                                                                | Qual. Mondiali 2002                                                    | -                                                                      | cap. 8’                                                                |
| 14-8-2001                                                              | Maracaibo                                                              | Venezuela                                                              | 2 – 0                                                                  | Uruguay                                                                | Qual. Mondiali 2002                                                    | -                                                                      | cap. 6’                                                                |
| 7-10-2001                                                              | Montevideo                                                             | Uruguay                                                                | 1 – 1                                                                  | Colombia                                                               | Qual. Mondiali 2002                                                    | -                                                                      | cap.                                                                   |
| 7-11-2001                                                              | Quito                                                                  | Ecuador                                                                | 1 – 1                                                                  | Uruguay                                                                | Qual. Mondiali 2002                                                    | -                                                                      | cap. 79’                                                               |
| 14-11-2001                                                             | Montevideo                                                             | Uruguay                                                                | 1 – 1                                                                  | Argentina                                                              | Qual. Mondiali 2002                                                    | -                                                                      | cap.                                                                   |
| 20-11-2001                                                             | Melbourne                                                              | Australia                                                              | 1 – 0                                                                  | Uruguay                                                                | Qual. Mondiali 2002                                                    | -                                                                      | cap.                                                                   |
| 25-11-2001                                                             | Montevideo                                                             | Uruguay                                                                | 3 – 0                                                                  | Australia                                                              | Qual. Mondiali 2002                                                    | -                                                                      | cap.                                                                   |
| 16-5-2002                                                              | Shenyang                                                               | Cina                                                                   | 0 – 2                                                                  | Uruguay                                                                | Amichevole                                                             | -                                                                      | cap. 67’                                                               |
| 1-6-2002                                                               | Ulsan                                                                  | Uruguay                                                                | 1 – 2                                                                  | Danimarca                                                              | Mondiali 2002 - 1º turno                                               | -                                                                      | cap.                                                                   |
| 6-6-2002                                                               | Pusan                                                                  | Francia                                                                | 0 – 0                                                                  | Uruguay                                                                | Mondiali 2002 - 1º turno                                               | -                                                                      | cap.                                                                   |
| 11-6-2002                                                              | Suwon                                                                  | Senegal                                                                | 3 – 3                                                                  | Uruguay                                                                | Mondiali 2002 - 1º turno                                               | -                                                                      | cap. 82’                                                               |
| 7-7-2004                                                               | Chiclayo                                                               | Messico                                                                | 2 – 2                                                                  | Uruguay                                                                | Coppa America 2004 - 1º turno                                          | 1                                                                      | cap.                                                                   |
| 10-7-2004                                                              | Chiclayo                                                               | Uruguay                                                                | 2 – 1                                                                  | Ecuador                                                                | Coppa America 2004 - 1º turno                                          | -                                                                      | cap. 6’ 59’                                                            |
| 18-7-2004                                                              | Tacna                                                                  | Paraguay                                                               | 1 – 3                                                                  | Uruguay                                                                | Coppa America 2004 - Quarti di finale                                  | -                                                                      | cap.                                                                   |
| 21-7-2004                                                              | Lima                                                                   | Brasile                                                                | 1 – 1 dts (5 – 3 dtr)                                                  | Uruguay                                                                | Coppa America 2004 - Semifinale                                        | -                                                                      | cap.                                                                   |
| 5-9-2004                                                               | Montevideo                                                             | Uruguay                                                                | 1 – 0                                                                  | Ecuador                                                                | Qual. Mondiali 2006                                                    | -                                                                      | cap.                                                                   |
| 17-11-2004                                                             | Montevideo                                                             | Uruguay                                                                | 1 – 0                                                                  | Paraguay                                                               | Qual. Mondiali 2006                                                    | 1                                                                      | cap. 34’                                                               |
| 26-3-2005                                                              | Santiago                                                               | Cile                                                                   | 1 – 1                                                                  | Uruguay                                                                | Qual. Mondiali 2006                                                    | -                                                                      | cap.                                                                   |
| 30-3-2005                                                              | Montevideo                                                             | Uruguay                                                                | 1 – 1                                                                  | Brasile                                                                | Qual. Mondiali 2006                                                    | -                                                                      | cap.                                                                   |
| 4-6-2005                                                               | Maracaibo                                                              | Venezuela                                                              | 1 – 1                                                                  | Uruguay                                                                | Qual. Mondiali 2006                                                    | -                                                                      | cap.                                                                   |
| 4-9-2005                                                               | Montevideo                                                             | Uruguay                                                                | 3 – 2                                                                  | Colombia                                                               | Qual. Mondiali 2006                                                    | -                                                                      | cap.                                                                   |
| 12-10-2005                                                             | Montevideo                                                             | Uruguay                                                                | 1 – 0                                                                  | Argentina                                                              | Qual. Mondiali 2006                                                    | -                                                                      | cap.                                                                   |
| 12-11-2005                                                             | Montevideo                                                             | Uruguay                                                                | 1 – 0                                                                  | Australia                                                              | Qual. Mondiali 2006                                                    | -                                                                      | cap.                                                                   |
| 16-11-2005                                                             | Sydney                                                                 | Australia                                                              | 1 – 0 dts (4 – 2 dtr)                                                  | Uruguay                                                                | Qual. Mondiali 2006                                                    | -                                                                      | cap. 81’                                                               |
| Totale                                                                 |                                                                        | Presenze                                                               | 61                                                                     |                                                                        | Reti                                                                   | 5                                                                      |                                                                        |

| Cronologia completa delle presenze e delle reti in nazionale ― Uruguay under 20 | Cronologia completa delle presenze e delle reti in nazionale ― Uruguay under 20 | Cronologia completa delle presenze e delle reti in nazionale ― Uruguay under 20 | Cronologia completa delle presenze e delle reti in nazionale ― Uruguay under 20 | Cronologia completa delle presenze e delle reti in nazionale ― Uruguay under 20 | Cronologia completa delle presenze e delle reti in nazionale ― Uruguay under 20 | Cronologia completa delle presenze e delle reti in nazionale ― Uruguay under 20 | Cronologia completa delle presenze e delle reti in nazionale ― Uruguay under 20 |
| Data                                                                            | Città                                                                           | In casa                                                                         | Risultato                                                                       | Ospiti                                                                          | Competizione                                                                    | Reti                                                                            | Note                                                                            |
| ------------------------------------------------------------------------------- | ------------------------------------------------------------------------------- | ------------------------------------------------------------------------------- | ------------------------------------------------------------------------------- | ------------------------------------------------------------------------------- | ------------------------------------------------------------------------------- | ------------------------------------------------------------------------------- | ------------------------------------------------------------------------------- |
| 16-6-1991                                                                       | Faro                                                                            | Siria under 20                                                                  | 1 – 0                                                                           | Uruguay under 20                                                                | Mondiali Under-20 1991 - 1º turno                                               | -                                                                               |                                                                                 |
| 18-6-1991                                                                       | Faro                                                                            | Spagna under 20                                                                 | 6 – 0                                                                           | Uruguay under 20                                                                | Mondiali Under-20 1991 - 1º turno                                               | -                                                                               | 48’ 57’                                                                         |
| 20-6-1991                                                                       | Faro                                                                            | Inghilterra under 20                                                            | 0 – 0                                                                           | Uruguay under 20                                                                | Mondiali Under-20 1991 - 1º turno                                               | -                                                                               |                                                                                 |
| Totale                                                                          |                                                                                 | Presenze                                                                        | 3                                                                               |                                                                                 | Reti                                                                            | 0                                                                               |                                                                                 |

### Statistiche da allenatore
Statistiche aggiornate al 10 novembre 2024.
| Stagione               | Squadra                | Campionato             | Campionato | Campionato | Campionato | Campionato | Coppe nazionali | Coppe nazionali | Coppe nazionali | Coppe nazionali | Coppe nazionali | Coppe continentali | Coppe continentali | Coppe continentali | Coppe continentali | Coppe continentali | Altre coppe | Altre coppe | Altre coppe | Altre coppe | Altre coppe | Totale | Totale | Totale | Totale | % Vittorie | Piazzamento    |
| Stagione               | Squadra                | Comp                   | G          | V          | N          | P          | Comp            | G               | V               | N               | P               | Comp               | G                  | V                  | N                  | P                  | Comp        | G           | V           | N           | P           | G      | V      | N      | P      | %          | Piazzamento    |
| ---------------------- | ---------------------- | ---------------------- | ---------- | ---------- | ---------- | ---------- | --------------- | --------------- | --------------- | --------------- | --------------- | ------------------ | ------------------ | ------------------ | ------------------ | ------------------ | ----------- | ----------- | ----------- | ----------- | ----------- | ------ | ------ | ------ | ------ | ---------- | -------------- |
| nov.-dic. 2014         | Peñarol                | PD                     | 3          | 2          | 0          | 1          | -               | -               | -               | -               | -               | CS                 | -                  | -                  | -                  | -                  | -           | -           | -           | -           | -           | 3      | 2      | 0      | 1      | 66,67      | Interim        |
| mar.-giu. 2016         | Boca Unidos            | PB                     | 12         | 9          | 1          | 2          | -               | -               | -               | -               | -               | -                  | -                  | -                  | -                  | -                  | -           | -           | -           | -           | -           | 12     | 9      | 1      | 2      | 75,00      | 4º             |
| lug.-dic. 2016         | Colón (SF)             | PD                     | 14         | 6          | 2          | 6          | -               | -               | -               | -               | -               | -                  | -                  | -                  | -                  | -                  | -           | -           | -           | -           | -           | 14     | 6      | 2      | 6      | 42,86      | Dimiss.        |
| gen.-giu. 2017         | Rosario Central        | PD                     | 16         | 8          | 5          | 3          | CA              | 5               | 4               | 1               | 0               | -                  | -                  | -                  | -                  | -                  | -           | -           | -           | -           | -           | 21     | 12     | 6      | 3      | 57,14      | Sub., 12º      |
| lug.-nov. 2017         | Rosario Central        | PD                     | 8          | 0          | 4          | 4          | -               | -               | -               | -               | -               | -                  | -                  | -                  | -                  | -                  | -           | -           | -           | -           | -           | 8      | 0      | 4      | 4      | &0,00      | Eson.          |
| Totale Rosario Central | Totale Rosario Central | Totale Rosario Central | 24         | 8          | 9          | 7          |                 | 5               | 4               | 1               | 0               |                    | -                  | -                  | -                  | -                  |             | -           | -           | -           | -           | 29     | 12     | 10     | 7      | 41,38      |                |
| 2019-2020              | Sambenedettese         | C                      | 26+1       | 9+0        | 6+1        | 11         | CI+CI-C         | 1+1             | 0+0             | 0+0             | 1+1             | -                  | -                  | -                  | -                  | -                  | -           | -           | -           | -           | -           | 29     | 9      | 7      | 13     | 31,03      | 10º            |
| 2020-2021              | Sambenedettese         | C                      | 22+1       | 7+0        | 7+0        | 8+1        | CI              | 1               | 0               | 0               | 1               | -                  | -                  | -                  | -                  | -                  | -           | -           | -           | -           | -           | 24     | 7      | 7      | 10     | 29,17      | Eson., Sub. 9º |
| Totale Sambenedettese  | Totale Sambenedettese  | Totale Sambenedettese  | 50         | 16         | 14         | 20         |                 | 3               | 0               | 0               | 3               |                    | -                  | -                  | -                  | -                  |             | -           | -           | -           | -           | 53     | 16     | 14     | 23     | 30,19      |                |
| lug.-ott. 2021         | San Lorenzo            | PD                     | 17         | 4          | 5          | 8          | CA              | -               | -               | -               | -               | -                  | -                  | -                  | -                  | -                  | CdL         | -           | -           | -           | -           | 17     | 4      | 5      | 8      | 23,53      | Eson.          |
| mag.-giu. 2024         | Juventus               | A                      | 2          | 1          | 1          | 0          | CI              | -               | -               | -               | -               | -                  | -                  | -                  | -                  | -                  | -           | -           | -           | -           | -           | 2      | 1      | 1      | 0      | 50,00      | Sub., 3º       |
| lug.-nov. 2024         | Juventus Next Gen      | C                      | 14         | 1          | 4          | 9          | CI-C            | 1               | 0               | 0               | 1               | -                  | -                  | -                  | -                  | -                  | -           | -           | -           | -           | -           | 15     | 1      | 4      | 10     | &6,67      | Eson.          |
| Totale carriera        | Totale carriera        | Totale carriera        | 136        | 47         | 36         | 53         |                 | 9               | 4               | 1               | 4               |                    | -                  | -                  | -                  | -                  |             | -           | -           | -           | -           | 145    | 51     | 37     | 57     | 35,17      |                |

## Palmarès

### Giocatore

#### Club

##### Competizioni nazionali
- Campionato italiano: 4

Juventus: 1996-1997, 1997-1998, 2001-2002, 2002-2003
- Supercoppa italiana: 3

Juventus: 1997, 2002, 2003
- Campionato italiano: 1 (revocato)

Juventus: 2004-2005

##### Competizioni internazionali
- Coppa Intercontinentale: 1

Juventus: 1996
- Supercoppa UEFA: 1

Juventus: 1996
- Coppa Intertoto UEFA: 1

Juventus: 1999